# It’s a Mad, Mad, Mad, Mad World (Lied)
It’s a Mad Mad Mad Mad World ist ein Song von Ernest Gold (Musik) und Mack David (Text), der 1963 veröffentlicht wurde.
Ernest Gold und Mack David schrieben It’s a Mad Mad Mad Mad World  für den Film Eine total, total verrückte Welt (Originaltitel It’s a Mad Mad Mad Mad World, 1963) unter der Regie von Stanley Kramer, mit Spencer Tracy, Milton Berle und Sid Caesar in den Hauptrollen. Der Filmsong, der in dem Film von Studioorchester mit Chor vorgestellt wird, erhielt darauf 1964 eine Oscar-Nominierung in der Kategorie Bester Song.
Der Filmsong, eingespielt mit dem Los Angeles Philharmonic Orchestra, erschien auf der Soundtrack-LP gleichen Titels von Ernest Gold (United Artists Records UAS 5110); weitere Coverversionen des Filmsongs nahmen u. a. das Nelson Riddle Orchestra (Reprise 20.230), The Shirelles (auf ihrer gleichnamigen LP), Joe Sherman (World Artists 1019) und das Lionel Newman Orchestra & Chorus auf. Im Bereich des Jazz interpretierten in dieser Zeit auch Lena Horne (Lena in Hollywood, 1966) und Milt Trenier/Micki Lynn (Carryin’ On, 1967) den Song.
James Brown änderte den Titel seines Songs Man’s World nach dem Vorbild des Filmsongs in It’s a Man’s Man’s Man’s World (1966).